# Coihueco
Coihueco è un comune del Cile della provincia di Punilla, nella Regione di Ñuble. Al censimento del 2002 possedeva una popolazione di 23.583 abitanti.

## Società

### Evoluzione demografica
| Censimento del 1992 | Censimento del 2002 |
| 22.585 ab.          | 23.583 ab.          |